# L'uomo comune
(G. K. Chesterton, L'uomo comune, I nuovi binari.)
L'uomo comune (The Common Man) è una raccolta di saggi dello scrittore inglese G. K. Chesterton, pubblicata postuma nel 1950. Gli scritti raccolti sono di natura piuttosto eterogenea, sia come forme che come contenuti; i temi trattati sono prevalentemente di natura letteraria, sociale e religiosa. Ne La strana conversazione di due vittoriani è narrato un dialogo immaginario tra Gladstone e il principe consorte Alberto, che prevedono un'imminente rivolta popolare contro la Chiesa all'indomani della proclamazione del dogma dell'Immacolata Concezione. Chiude l'opera una curiosa ucronia in cui l'autore immagina quale sarebbe stato il futuro dell'Europa se Maria Stuarda avesse sposato don Giovanni d'Austria.

## Edizioni
- G. K. Chesterton, L'uomo comune, traduzione di Mirella Pagani, Torino, Lindau, 2011, ISBN 978-88-7180-919-9.